# Addenda (EP)
Addenda (en latín, literalmente "añadidos") es el EP final de la banda noruega de metal gótico Theatre of Tragedy, lanzado el 12 de marzo de 2010 por AFM Records.
Contiene versiones alternativas de algunas canciones de su último álbum Forever is the World, publicado en septiembre de 2009.

## Lista de canciones
1. "The Breaking" - 04:26
2. "Beauty In Deconstruction" - 04:52
3. "Frozen [Ambrosius remake version]" - 04:09
4. "Empty" - 06:51
5. "Deadland [Tommy Olsson remake version]" - 04:45
6. "Revolution [Flip Wicked remix version]" - 04:25
7. "Highlights" - 03:59
8. "Illusions [Zensor remix version]" - 04:02
9. "Empty [E&A wedding mix version]" - 03:36
10. "Forever Is The World [chamber version]" - 05:08